# När ungdomen vaknar
När ungdomen vaknar är en svensk dramafilm från 1943, i regi av Gunnar Olsson.

## Handling
Liv och Kåre kommer båda från trasiga familjer där det mest grälats och de är hjärtligt trötta på alltihop. Nu känner de att de kan finna stöd hos varandra.

## Om filmen
Filmen hade Sverigepremiär den 1 november 1943.

## Rollista
- Eva Henning - Liv
- Anders Ek - Kåre
- Margit Manstad - Livs mor
- Olav Riégo - Livs far
- Karl-Arne Holmsten - Tore
- Bengt Ekerot - Lennart
- Dagmar Ebbesen - Hulda, hyresvärdinnan
- Wiktor "Kulörten" Andersson - snickarmästare Viktor, hennes man
- Marianne Löfgren - Katrina, Kåres mamma
- Sven Bergvall - rektor Karl-Erik, Kåres far
- Margreth Weivers - "Tuppa"
- Gerd Sundberg - Inga
- Anders Nyström - Hans
- Hans Lindgren - Klas
- Julia Cæsar - expedit (ej krediterad)
- Harry Ahlin - Adolf (ej krediterad)
- Carl-Gunnar Wingård - passagerare (ej krediterad)